# Левин, Николай Михайлович
Николай Михайлович Левин (29.09.1900 — 12.02.1993) — советский военачальник, генерал-майор, участник Великой Отечественной войны.

## Биография
Николай Левин родился 20 сентября 1900 года в Санкт-Петербурге в семье служащего. Окончил гимназию. Поступил на службу в РККА в 1918 году. Принял участие в Гражданской войне. Окончил артиллерийскую школу. Был командиром батареи, впоследствии — дивизиона. Успешно окончил Военную академию имени М. В. Фрунзе в 1932 году.
Во время Великой Отечественной войны командовал штабом артиллерии Северо-Западного фронта. C 1942 года командовал 6-1 армией Юго-Западного фронта. Был начальником артиллерии армий на Ленинградском, 2-м Прибалтийском и Юго-Западном фронтах.
24 января 1943 года награждён орденом Красного знамени за боевые действия рядом с селом Петропавловское и городом Коротояк. 26 августа 1942 года был тяжело ранен.
9 апреля 1943 года присвоено звание генерал-майора артиллерии.
В послевоенные годы преподавал в Военной академии Генерального штаба.
Уволен в отставку в 1960 году.

## Награды
- Орден Ленина
- 3 ордена Красного знамени
- Орден Богдана Хмельницкого 1 степени[4]
- 2 ордена Суворова 2 степени[1]
- Орден Кутузова 2 степени
- Орден Красной звезды
- Медали[3]